# قنبلة موقوتة

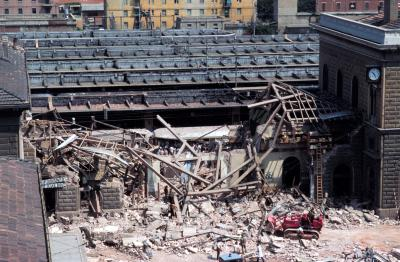
أعقاب التفجير الذي وقع في محطة سكة حديد بولونيا في أغسطس 1980 والذي أسفر عن مقتل 85 شخصًا، وهو الحدث الأكثر دموية خلال سنوات الرصاص.

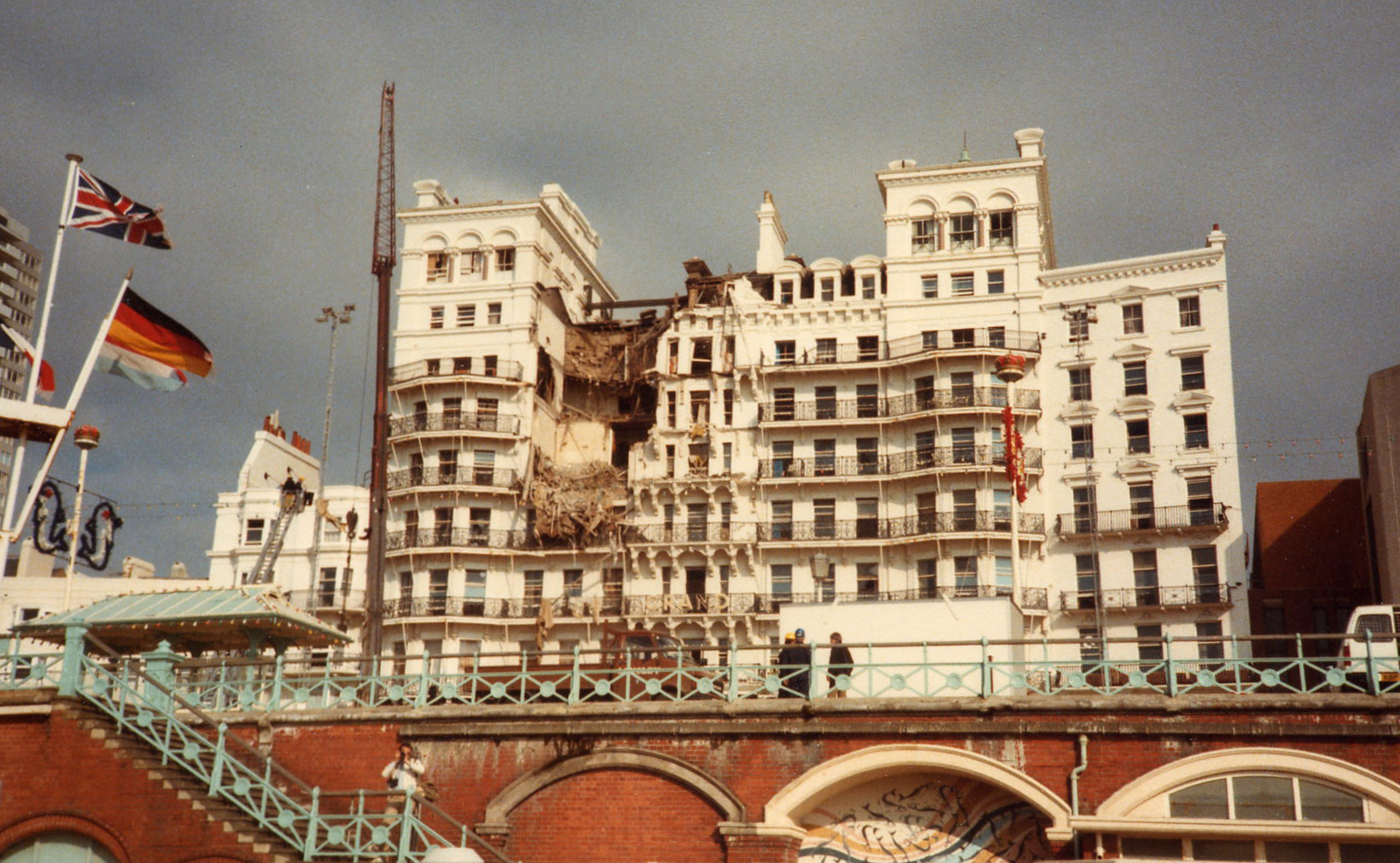
أعقاب تفجير فندق جراند في برايتون (1984) الذي استهدف رئيسة الوزراء البريطانية مارغريت تاتشر، نتيجة قنبلة موقوتة تم وضعها في الفندق قبل شهر تقريبًا من انفجارها. ولم تصب تاتشر بأذى، وقتل خمسة آخرون وأصيب 31.

القنبلة الموقوتة (time bomb , timebomb, time-bomb) هي قنبلة يجري تفجيرها بواسطة مؤقت. يجري استخدام أو محاولة استخدام القنابل الموقوتة لأغراض مختلفة بما في ذلك الاحتيال في مجال التأمين والإرهاب والاغتيال والتخريب والحرب. كما إنها تُستخدم كأداة في الحبكة في أفلام الإثارة والحركة لأنها توفر طريقة لإضفاء إحساس درامي بالخطر.

## التركيب

رسم تخطيطي لقنبلة موقوتة بسيطة على شكل قنبلة أنبوبية

الشحنة المتفجرة هي المكون الرئيسي لأي قنبلة، وتشكل معظم حجمها ووزنها. وهي العنصر المدمر للقنبلة (مع أي شظايا قد ينتجها الانفجار مع حاويتها أو الأشياء المجاورة لها). يجري تفجير العبوة الناسفة بواسطة جهاز تفجير.
قد تُصنع آلية توقيت القنبلة الموقوتة بشكل احترافي إما بشكل منفصل أو كجزء من الجهاز، أو قد تكون مرتجلة من مؤقت منزلي عادي مثل المنبه، أو ساعة اليد، أو مؤقت المطبخ الرقمي، أو الكمبيوتر المحمول. يمكن برمجة المؤقت للعد التصاعدي أو العد التنازلي (عادةً الأخير؛ حيث تنفجر القنبلة عند انتهاء الوقت).

## الأنواع
أنواع القنابل الموقوتة تشمل:
- قنبلة تأخير الفعل (القنابل التي تسقطها الطائرات مع تأخير لزيادة الضرر)
- عبوة ناسفة ("قنابل محلية الصنع" مع تأخير للسماح للشخص الذي يضع القنبلة بالهروب)
- اللغم اللاصق (يعلقه الغواصون البحريون على سفن العدو)

## قائمة الحوادث البارزة التي استخدم فيها قنابل موقوتة
| السنة       | الحدث                                                         | الموقع                                  | الجاني (الجناة)                          | الوفيات                                     | الإصابات                | التعليقات |
| ----------- | ------------------------------------------------------------- | --------------------------------------- | ---------------------------------------- | ------------------------------------------- | ----------------------- | --- |
| 1776        | هجوم غواصة السلاحف على سفينة النسر البريطانية                 | ميناء نيويورك الولايات المتحدة          | (إزرا لي) و(ديفيد بوشنيل)                | 0                                           | 0                       | صمم ديفيد بوشنيل غواصة السلحفاة باستخدام قنبلة ساعة صممها إيزاك دوليتل، كي تُثبت على هيكل السفينة البريطانية النسر باستخدام مسمار، لكن المسمار فشل في اختراق هيكل السفينة. وانفجرت قنبلة الزمن في النهاية مما تسبب ضوضاء كبيرة ولكن لم يُصب البريطانيون بضرر. |
| 1864        | تخريبات لمقر الجنرال أولييسس س. غرانت                         | سيتي بوينت، فرجينيا الولايات المتحدة    | جون ماكسويل من الخدمة السرية الاتحادية   | 43 إلى 300                                  | 125                     | أطلق ماكسويل على جهازه "ساعة المصارعة" ووضعت على قوارب الذخيرة، فانفجرت 30,000 قذيفة مدفعية. |
| 1875        | الهجوم على السفينة (موسيل)                                    | بريمرهافن ألمانيا                       | ألكسندر كيث)، الصغرى)                    | 80 أو 83                                    | 200                     | قنبلة مُعدّة لأغراض احتيال التأمين، تفجّرت قبل الأوان |
| 1880        | قصف قصر الشتاء                                                | سانت بطرسبرغ، روسيا                     | نارودنيا فوليا                           | 11                                          | 30                      | محاولة اغتيال القيصر الإسكندر الثاني |
| 1881-1885   | حملة ديناميت فيني                                             | بريطانيا العظمى                         | الفينيون                                 | 3 (مفجرين ماتوا عندما انفجرت القنبلة مبكراً) | 100                     | حملة قومية إيرلندية بقيادة إيرميا أوفونوفان روزا |
| 1905        | محاولة اغتيال يلدز                                            | القسطنطينية، الإمبراطورية العثمانية     | إدوارد جوريس                             | 26                                          | 58                      | محاولة اغتيال السُلطان عبد الحميد الثاني، وقد فشلت |
| 1910        | تفجير لوس أنجلوس تايمز                                        | لوس أنجلوس الولايات المتحدة             | جون جيه مكنامرا وجيمس بي مكنامارا        | 21                                          | 100                     | الإجراءات المتعلقة بالاتحاد |
| 1915        | هجوم المُتَحَرّك                                                  | واشنطن، مدينة نيويورك                   | القومي الألماني إريك موينتر              | 0                                           | 1                       | وضع قنابل زمنية في مبنى الكونغرس الأمريكي، وأطلق النار على جي بي مورغان، جونيور اعتراضًا على بيع الأسلحة لأعداء ألمانيا |
| 1915        | هجمات قنبلة بالقلم                                            | مدينة نيويورك المحيط الأطلسي            | قسم الثالث (ب)، المخابرات الألمانية      | أغرقت 36 سفينة                              |                         | سلسلة من القنابل الزمنية التي جرى وضعها على متن سفن تنقل أدوات الحرب من نيويورك إلى أوروبا |
| 1916        | تفجيرات يوم الاستعداد                                         | سان فرانسيسكو الولايات المتحدة          | قادة العمل                               | 10                                          | 40                      | العزل السياسي |
| 1920        | انفجار وول ستريت                                              | مدينة نيويورك الولايات المتحدة          | الأناركيين (مشتبه بهم)                   | 38                                          | 400                     | تلت هجمات أخرى في عام 1919 |
| 1939        | Bürgerbräukeller                                              | ميونيخ ألمانيا                          | جورج إلسر                                | 7                                           | 63                      | محاولة قتل أدولف هتلر |
| 1942        | غارة سانت نزار                                                | سانت نازير، فرنسا (في وقت الحرب)        | البحرية الملكية القوات البريطانية        | 590                                         | غير معروف               | تدمير مرافق الميناء التي تستخدمها قوات العدو |
| 1944        | مسرحية يوليو                                                  | خيمة الذئاب، بولندا (في وقت الحرب)      | المقاومة الألمانية ضد النازية            | 4                                           | - لا.                   | محاولة اغتيال فاشلة لأدولف هتلر |
| 1949        | رحلة 108 لشركة الخطوط الجوية الكندية في المحيط الهادئ         | فوق كاب تورمنت كندا                     | ألبرت غوي                                | 23                                          | 0                       | جريمة قتل للاحتيال بخصوص التأمين |
| 1955        | رحلة 629 للخطوط الجوية المتحدة                                | فوق لونغمونت، كولورادو الولايات المتحدة | جاك غيلبرت غراهام                        | 44                                          | 0                       | جريمة قتل احتيال للحصوص على التأمين |
| 1956        | حانة الحليب، مطعم، شارع ميشلت، مكتب "إير فرانس" (فشل التفجير) | الجزائر الجزائر الفرنسية                | جميلة بوحيرد زهرة ظريف                   | 3                                           | 50                      | تفجيرات في بداية ثورة التحرير الجزائرية، 30 سبتمبر 1956م. فيما يُسمى حروب المقاهي |
| 1963-1971   | تفجيرات "فليكس"                                               | كندا                                    | جبهة تحرير كيبيك                         | لا يوجد                                     | 1 ضابط الجيش والتر ليجا | سلسلة من القصف المتحفّز سياسياً |
| 1969-1976   | تفجيرات وزرمان                                                | الولايات المتحدة                        | الطقس تحت الأرض                          | 1 غير مؤكدة، 3 قنابل (مسبقة)                | 3 مؤكدة، 1 غير مؤكدة    | سلسلة من التفجيرات لأسباب سياسية وأنشطة أخرى بما في ذلك عمليات الهجوم على السجون والاضطرابات |
| 1972        | قصف من القذائف                                                | ألدرشوت، المملكة المتحدة                | الـ IRA الرسمية                          | 7                                           | 18                      | قنبلة زمنية 280 رطل في سيارة |
| 1972 - 1973 | تفجيرات دبلن 1972 و1973                                       | دبلن أيرلندا                            | قوة المتطوعين في أولستر                  | 3                                           | 185                     | جزء من حملة ضد القومية الإيرلندية |
| 1972        | قصف في بيلتوربت                                               | كافان أيرلندا                           | قوة المتطوعين في أولستر                  | 2                                           | 8                       | جزء من حملة ضد القومية الإيرلندية |
| 1973        | 1973 قصف أوولد بيلي                                           | لندن، المملكة المتحدة                   | الـ IRA                                  | 1                                           | 220                     | استمرار الحملة المناهضة لبريطانيا |
| 1974        | تفجيرات سيارة M62                                             | غرب يوكشاير                             | الجيش الجمهوري الأيرلندي المؤقت          | 12                                          | 38                      | استمرار الحملة المناهضة لبريطانيا |
| 1974        | 1974 قصف مصانع ميتسوبيشي                                      | طوكيو اليابان                           | الجبهة المسلحة ضد اليابان                | 8                                           | 376                     | ضد "الإمبريالية اليابانية" و"الاستعمار" |
| 1974        | تفجيرات دبلن وموناغان                                         | دبلن وموناغان، أيرلندا                  | قوة المتطوعين في أولستر                  | 34                                          | 300                     | أربعة قنابل زمنية في سيارة، جزء من حملة ضد القومية الإيرلندية. أكبر خسارة في الحياة من هجوم خلال اضطرابات أيرلندا الشمالية |
| 1974        | تفجيرات في حانة برمنغهام                                      | برمنغهام المملكة المتحدة                | (مشتبه به)                               | 21                                          | 182                     | استمرار الحملة المناهضة لبريطانيا |
| 1974        | تفجيرات في حانة غيلدفورد                                      | غيلدفورد المملكة المتحدة                | الجيش الجمهوري الأيرلندي                 | 5                                           | 65                      | استهدفت موظفي الجيش |
| 1975        | هجمات بار دونلي وتافيرن كاي                                   | دوندالك، أيرلندا                        | قوة المتطوعين في أولستر                  | 2                                           | 21                      | جزء من حملة ضد القومية الإيرلندية (الجزء الأول من الهجوم المزدوج) |
| 1976        | تفجير في حديقة هيلكريس                                        | دونغنون، مقاطعة تايرون أيرلندا الشمالية | قوة المتطوعين في أولستر                  | 4                                           | 50                      | جزء من حملة ضد القومية الإيرلندية |
| 1976        | قصف كاستلبلايني                                               | موناغان، أيرلندا                        | قوة المتطوعين في أولستر                  | 1                                           | 17                      | جزء من حملة ضد القومية الإيرلندية |
| 1977        | غرق لوكونا                                                    | المحيط الهندي                           | أودو بروكش                               | 6                                           | 6                       | محاولة احتيال للحصول على التأمين |
| 1982        | قنبلة دروبن ويل                                               | باليكيلي، مقاطعة لوندونري ني            | جيش التحرير الوطني الأيرلندي INLA        | 17                                          | 30                      | ضد الجنود البريطانيين |
| 1984        | تفجير فندق برايتون                                            | برايتون المملكة المتحدة                 | الجيش الجمهوري الأيرلندي                 | 5                                           | 31                      | محاولة اغتيال رئيسة الوزراء مارغريت تاتشر |
| 1985        | إغراق السفينة رينبو واريور                                    | أوكلاند نيوزيلندا                       | المكتب العام الفرنسي للصناعة             | 1                                           | 0                       | لغمين مغمروين، انفجرا بفاصل 10 دقائق |
| 1985        | طائرة إير إنديا 182 وقصف مطار ناريتا الدولي 1985              | المحيط الأطلسي، مطار طوكيو ناريتا       | انفصاليون خليستان                        | 331                                         | 4                       | قصف طائرتين 747، أُخفي المُقت والديناميت في جهاز ضبط الراديو |
| 1987        | طائرة طيران كوريا 858                                         | بحر أندامان                             | كوريا الشمالية                           | 115                                         | 0                       | إرهاب حكومي ضد كوريا الجنوبية |
| 1987        | تفجير يوم الذكرى                                              | (إنيسكيلين)، (ني)                       | الجيش الجمهوري الأيرلندي                 | 12                                          | 63                      | استمرار الحملة المناهضة لبريطانيا |
| 1988        | رحلة "بان أم" 103                                             | فوق لوكربي، اسكتلندا                    | ليبيا (مشتبه به)                         | 270                                         | 0                       | الانتقام من المملكة المتحدة والولايات المتحدة |
| 1989        | تفجيرات في الكباراك                                           | ديل، كينت، المملكة المتحدة              | الجيش الجمهوري الأيرلندي                 | 11                                          | 21                      | استهداف العسكريين |
| 1993        | قصف مركز التجارة العالمي                                      | مدينة نيويورك الولايات المتحدة          | رمزي يوسف (مشتبه به)                     | 6                                           | 1,042                   | استخدمت شاحنة قنبلة موقوتة لمدة 12 دقيقة، بهدف انهيار كل البرج. |
| 1994        | طائرة الخطوط الجوية الفلبينية 434                             | بين سيبو وطوكيو اليابان                 | رمزي يوسف (مشتبه به)                     | 1                                           | 10                      | انفجار لم يصل إلى خزان الوقود، قُتل راكب واحد وأحدث ضررًا بأنظمة التحكم ولكن الطيار تمكنت من الهبوط. |
| 1995        | تفجيرات مدينة أوكلاهوما                                       | مدينة أوكلاهوما الولايات المتحدة        | تيموثي ماكفي                             | 168                                         | 800                     | أكثر هجمات إرهابية محلية مميتة في الولايات المتحدة |
| 1996        | تفجير في المنتزه الأولمبي                                     | أتلانتا جورجيا، الولايات المتحدة        | إريك رودولف                              | 1                                           | 111                     | مناهضة الإجهاض (دوافع سياسية)، حدثت خلال دورة الألعاب الأولمبية الصيفية عام 1996. |
| 1998        | قصف أومغ                                                      | (أومغ)، (ني)                            | الجيش الجمهوري الأيرلندي                 | 29                                          | 220                     | أسوأ حادثة في الخسائر البشرية في الحملة المضادة لبريطانيا. |
| 1999        | مذبحة مدرسة كولومبين الثانوية                                 | كولومبين، كولورادو الولايات المتحدة     | إريك هاريس وديلان كليبولد                | 15                                          | 24                      | لم تفجر القنابل ولم تكن سببًا أي من الوفيات أو الإصابات. |
| 1999        | تفجيرات الشقق الروسية                                         | بيناسك موسكو فولجودونسك روسيا           | المقاومين الشيشان بقيادة خطاب (مشتبه به) | 293                                         | 651                     | أربعة قنابل على مدى أربعة أيام، الغرض غير معروف. |
| 2003        | جريمة قتل براين ويلز                                          | إيري، بنسلفانيا الولايات المتحدة        | مارجوري دييل-أرمسترونغ (كينيث بارنز)     | 1                                           |                         | أثناء عملية سرقة مصرف؛ رُبطت قنبلة موقوتة بالقتيل |
| 2006        | تفجير سوق موسكو 2006                                          | موسكو، روسيا                            | منظمة عنصرية                             | 13                                          | 46                      | هجوم ذو دوافع عنصرية |